# 977
| 977                |
| ------------------ |
| Dødsfald - Fødsler |
|                    |

| Gregoriansk kalender | 977 CMLXXVII            |
| Ab urbe condita      | 1730                    |
| Armensk kalender     | 426 ԹՎ ՆԻԶ              |
| Kinesiske kalender   | 3673 – 3674 丙子 – 丁丑 |
| Etiopisk kalender    | 969 – 970               |
| Jødisk kalender      | 4737 – 4738             |
| Hindukalendere       |                         |
| - Vikram Samvat      | 1032 – 1033             |
| - Shaka Samvat       | 899 – 900               |
| - Kali Yuga          | 4078 – 4079             |
| Iransk kalender      | 355 – 356               |
| Islamisk kalender    | 366 – 367               |

Se også 977 (tal)

## Begivenheder
- Kenneth 2. af Skotland bliver enekonge i Skotland.